# ウル・ドゥ・クガ
ウル・ドゥ・クガ（dur-du6-kù-ga、Ur-du-kuga）は、古代メソポタミアの都市国家・イシン第1王朝の王。
在位期間は低年代説によると紀元前1767年から紀元前1764年、中年代説によると紀元前1830年から紀元前1828年。シュメール王名表によると4年間、ウル・イシンの王名表によると3年間統治した。ウル・ドゥ・クガは親族が不明で、イシン市とその隣のニップル以上の小さな地域に勢力を拡大していた小国の3番目の君主であった。おそらく、ラルサのワラド・シンやバビロンのアピル・シンと同時代の人物であると思われる。

## 略歴
ウル・ドゥ・クガは王朝の創始者であるイシュビ・エッラによってもたらされた可能性のあるユーフラテス中流域の神ダゴンを、神の神殿であるEtuškigaraの建設を記念した円錐の中に、年名でも祝われている出来事である「よく建てられた住居」を創造したと信じている。碑文には「ニップルのために全てを運ぶ羊飼いであり、アンとエンリルの神々の最高の農夫であり、エキュールの供給者でもある」と記されている。これは、エンリルのためのEkur、ニヌルタのためのEsumesa、ニヌルタの妻であるニンティヌガーのためのEgalmahなど、ニップルの聖域を大切にしていることを宣言している。
イシンの煉瓦の一片には、ウル・ドゥ・クガの王位が記されているが、それが示した出来事は保存されていない。円錐形のシャフトは、Iturungal運河沿いのニップルの北東にあるDul-edenaの文化都市ルラルの寺院の建設を記念している。Iturungal・Ninisin運河の掘削は別の年に祝われた。